# Coacoochee
Coacoochee ou Ko AH koo chee, nommé Wild Cat par les anglophones et Gato del Monte par les hispanophones (1810-1857), est, avec Ar-pi-uck-i, Osceola et quelques autres, l'un des chefs de la résistance des Séminoles lors de l'invasion de la Floride par les troupes américaines, dans les années 1830, qui débouche sur la Seconde Guerre séminole.
Coacoochee est né dans le village séminole de Yulaka sur le fleuve Saint Johns. Il est le fils du chef Emathla et le neveu du chef Micanopy.
Il meurt de la variole en 1857.

## Sources
- Susan A. Miller, Coacoochee’s Bones: A Seminole Saga, Lawrence : University Press of Kansas, 2003.  (ISBN 9780700611959)
- Dan L Thrapp, « Coacoochee », dans Encyclopedia of frontier biography : in three volumes, Lincoln : University of Nebraska Press, 1988.  (ISBN 9780803294172).